# Батько (фільм, 1971)
«Батько» — радянський художній фільм 1971 року, знятий на кіностудії «Білорусьфільм».

## Сюжет
Партизанський загін батька Миная давно наводив страх на фашистів, які призначили за його голову 10 000 рейхсмарок. Гітлерівцям вдалося схопити чотирьох його дітей, яких він не зміг евакуювати. В обмін на їх життя від Миная Шмирьова німці зажадали скласти зброю.

## У ролях
- Юрій Горобець — Батько, командир партизанського загону
- Борис Владомирський — Потапов, партизан
- Віктор Тарасов — Юрій Біріла
- Любов Рум'янцева — Ніна, зв'язкова
- Олександр Леньков — Сашок, циркач, партизан
- Лері Гапріндашвілі — Ніко, циркач, партизан
- Геннадій Ніколаєв — Яків, поранений партизан
- Геннадій Овсянников — Микита, партизан
- Аркадій Трусов — Ніл
- Людмила Черепанова — Анна
- Микола Прокопович — Іван Каменков
- Єгор Ніколаєв — Міша
- Олена Ольшевська — Зіна
- Віктор Добиш — Серьожа
- Ірина Байковська — Ліза
- Лудвігс Барс — гауляйтер
- Хербертс Зоммерс — генерал Арендт
- Юріс Камінскіс — майор Штюбер
- Олександр Бєлов — поліцай

## Знімальна група
- Режисер — Борис Степанов
- Сценарист — Ростислав Шмирьов
- Оператор — Ігор Ремишевський
- Композитор — Володимир Чередниченко
- Художник — Володимир Дементьєв